# Lulle Haanshus
Lulle Haanshus (Christiania, 14 maart 1869 – aldaar 22 oktober 1942) was een Noors zangeres en zanglerares
Hulda Marie Mortensen werd geboren binnen het gezin van bouwmeester Erik Mortensen (1811-22 februari 1880)  en Maren Gorboe (1924- gestorven 11 mei 1903).
Ze was gehuwd met bureauchef Jonas Gil Haanshus (1864-1926) en kreeg (voor zover bekend) vier kinderen. Zoon Egil Haanshus (1893-1973) werd een plaatselijk bekend architect.
Haar muzikale opleiding kreeg ze van Thorvald Lammers en Ellen Gulbranson. Ze trad een aantal keren op met haar leerling Johannes Berg-Hansen in de jaren tien van de 20e eeuw.
Enkele concerten:
- 3 mei 1899: Vor Freies Kirke; concert met Mally Lammers, Kitty Hedenskou, Thorvald Lammers en het Ceciliakoor onder begeleiding van Christian Cappelen
- 15 oktober 1916 in de Domkerk te Trondheim met Johannes Berg-Hansen en Krinstian Lindeman achter de piano met liederen van Josef Haydn en Ludvig Mathias Lindeman
- 17 oktober 1918 in de concertzaal Brødrene Hals, samen met Johannes Berg-Hansen en Piero Coppola achter de piano
- 23 november 1920: optreden in een bazar in Oslo